# Prince Albert Road
Prince Albert Road è un centro abitato sudafricano situato nella municipalità distrettuale di Central Karoo nella provincia del Capo Occidentale.

## Geografia fisica
Il piccolo centro abitato sorge nel Karoo, una vasta regione pianeggiante e semidesertica, a circa 42 chilometri a nord-ovest della cittadina di Prince Albert.